# Schadegard
Schadegard war eine Siedlung, die in der Nähe oder auf dem Territorium der Hansestadt Stralsund existierte. Im Jahr 1271 wurde die Siedlung aufgegeben. Über die genaue Lage ist nichts überliefert. Die beiden vorherrschenden, sich widersprechenden Vorstellungen von der einstigen Lage Schadegards sind auf unterschiedliche Deutungen der in lateinischer Sprache abgefassten urkundlichen Erwähnungen zurückzuführen. Da beide in Frage kommende Gegenden eine dichte Wohnbebauung aufweisen, gibt es keine Möglichkeit, durch archäologische Untersuchungen Klarheit zu erlangen.

## Urkundliche Erwähnungen
Im Jahr 1269 unterzeichnete Fürst Wizlaw II. eine Urkunde mit folgendem lateinischem Text. Bei dieser Urkunde handelt es sich um die erste von nur zwei Erwähnungen Schadegards:
„(...) qua propter notum esse volumus universis, quod nos prudentium nostrorum uti consilio burgensium nostrorum videlicet dilectorum Stralessund propter melius bonum et propter utilitatem futuram civitatem nostram novam, Schadegard dictam, duximus totaliter adnichilandam et tempore procedente aliam in loco magis apto, ubi nostris dilectis expedire videbitur, exponendam (...)“.
Aus dem Jahr 1271 stammt die zweite und zugleich letzte bekannte Erwähnung Schadegards:
„Anno Domini 1271 die beate Katerine magister Godefredus ortolanus convenit cimiterium in Schadegarde et quoddam aliud spaciam ad hoc ad 12 annos, ita tamen quod singulis annis dabit civitati 2 libras“
Die Übersetzung der Texte in die deutsche Sprache ist zwischen den Historikern umstritten. Grundsätzliche Einigkeit besteht darin, dass Fürst Wizlaw II. mit der ersten Urkunde Schadegard auf Bitten „seiner geliebten Einwohner von Stralsund“ aufgab. Welcher Form diese „Aufgabe“ war, ist dann schon umstritten. Der zweite Text berichtet von der Verpachtung eines Grundstücks mit Bezug zu Schadegard durch den Rat der Stadt Stralsund am 23. November 1271 an einen Gärtner. Hier gibt es unterschiedliche Deutungen zur Art des Grundstücks.
Keine der beiden urkundlichen Erwähnungen trifft ausdrückliche Aussagen zur Lage Schadegards oder lässt eindeutige Verortungen zu.

## Name
Der Name Schadegard lässt sich verschieden deuten. Vertreten werden die Bedeutungen „Wartburg“, „Graue Stadt/Burg“ und „kleine Stadt/Burg“.
Zunächst nahm man an, Schadegard könne aufgrund des Namensbestandteils „Schade“ analog dem polnischen Begriff czata für Wache, Wachposten als Wartburg gedeutet werden. Nach F. Liewehr allerdings fand das Wort czata erst im 17. Jahrhundert Eingang in die polnische Sprache. Teodolius Witkowski deutete daher den Namensbestandteil „Schade“ als nordwestslawisch für sady (grau) und „gard“ für die nordwestslawische Bezeichnung Burg/Schloss/Stadt; Schadegard würde demnach etwa Graue Stadt/Burg bedeuten. Max Bathe verweist wiederum auf das Auftreten des Namensbestandteils „Schade“ in Flur- und Siedlungsnamen wie Schadebeuster bei Perleberg, Schadewohl und Schadeberg in der Altmark und Schadefähre. „Schade“ bedeute hier klein und Schadegard somit kleine Stadt/Burg.
Dass es sich bei Schadegard zum Zeitpunkt des Abbruchs noch um eine Burg gehandelt hatte, ist unwahrscheinlich. Denn die slawischen Burgen gingen nach 1235 in Vorpommern und nach 1240 in Hinterpommern ein, nachdem dort die deutsche Vogteiverfassung die wendische Kastellaneiverfassung abgelöst hatte. Zur Zeit der Auflösung Schadegards im Jahr 1269 wurden mit Sicherheit keine Burgen mehr errichtet. Die Fürsten errichteten zumeist anstelle der Burgen ein „fürstliches Haus“.

## Die Stralsunder Neustadt

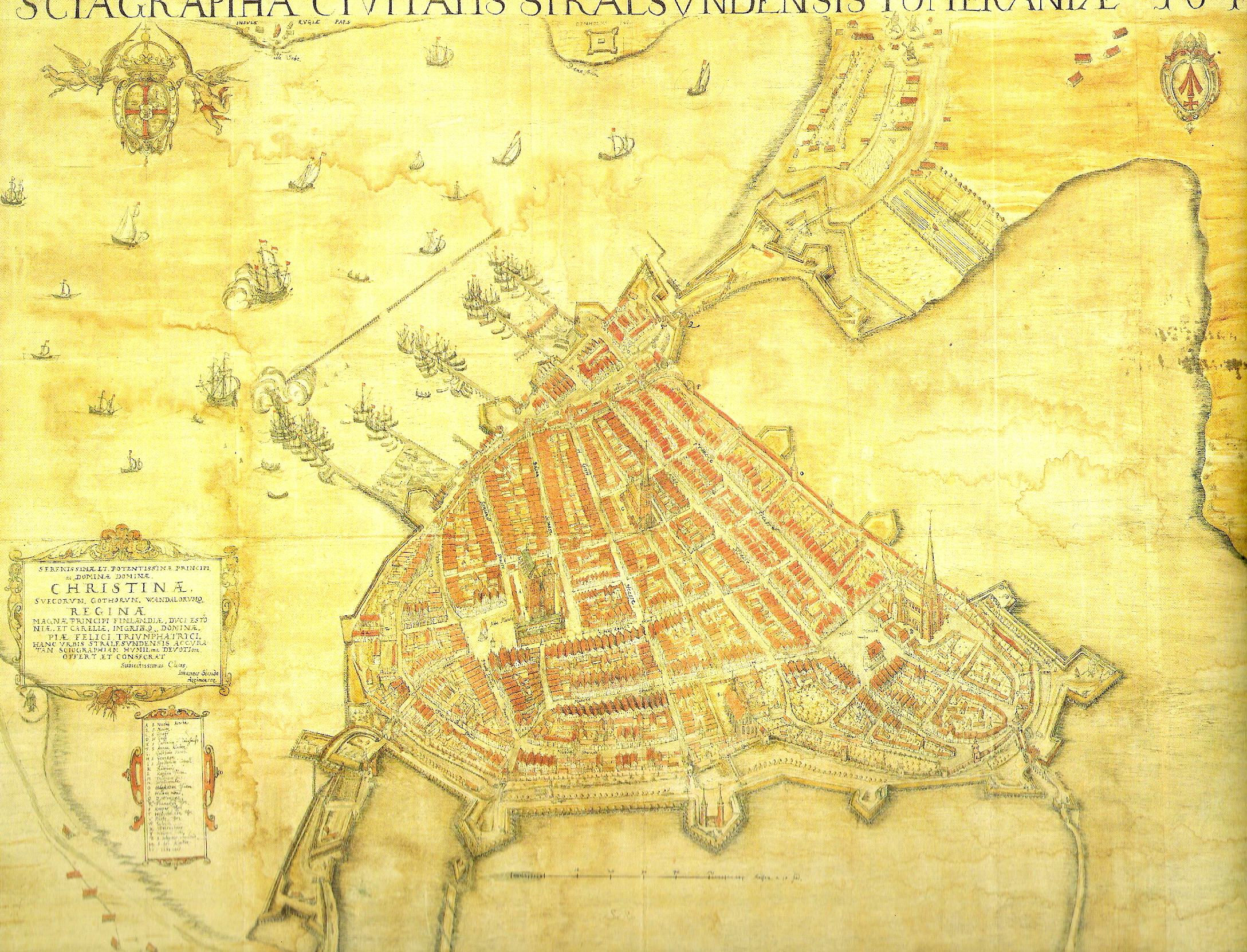
Stadtplan Stralsunds von 1647, die Altstadt und die Neustadt vereint

Bereits im Jahr 1256 erfolgte die erstmalige urkundliche Nennung einer Stralsunder Neustadt:
„(...) quod nos domui S. Spiritus in nostra civitate noviter fabricate contulimus (...) quandam insulam sive agrum adjacentem nove civitati (...)“.
Diese Neustadt lag rund um den heutigen Neuen Markt zwischen Lobshagen und Tribseer Tor. Fürst Wizlaw I. hatte 12 Jahre zuvor, im Jahr 1234, der Siedlung Stralsund am Ufer des Strelasunds die Lübischen Stadtrechte nach dem Vorbild Rostocks verliehen. Die Stadt Stralsund hatte zu dieser Zeit ihren Mittelpunkt in der heutigen Altstadt rund um den Alten Markt bis etwa zur Linie Papenstraße–Apollonienmarkt–Katharinenberg.

## Lage Schadegards
Schadegards Lage wird entweder auf dem Gebiet der Neustadt, in der Nähe des heutigen Neuen Marktes südlich des Gründungszentrums von Stralsund (um den heutigen Alten Markt) oder auf dem Gebiet der heutigen Kniepervorstadt im Norden des ursprünglichen  Stadtzentrums vermutet. Da eine archäologische Untersuchung in diesen Gebieten wegen der dichten Wohnbebauung nicht möglich ist fällt die genaue Bestimmung schwer. Die zwei Urkunden in lateinischer Sprache werden von Historikern unterschiedlich übersetzt bzw. gedeutet.

### Lage in der StralsunderNeustadt
Zu den Verfechtern einer Lage Schadegards südlich des ursprünglichen Zentrums von Stralsund, in der späteren Neustadt, gehören Hellmuth Heyden und Herbert Ewe. Ewe nannte seine Vermutung 1958 allerdings „eine gewagte Hypothese“.
Heyden verortet Schadegard mitsamt der heute nicht mehr existierenden Kirche St. Peter und Paul in der Nähe des heutigen Katharinenbergs und des Katharinenklosters und teilweise auf dem heutigen Neuen Markt. Nach dem Abbruch der Burg entstand demnach dort ein fürstliches Haus mit der Burgkapelle St. Peter. Nach der Aufhebung des Burgfleckens Schadegard 1269 und der Eingemeindung nach Stralsund wäre als Ersatzort für Schadegard die Neustadt stärker mit der Altstadt verbunden worden. Heyden weist darauf hin, dass seine Theorie durch das tatsächlich erfolgte Zusammenwachsen von Alt- und Neustadt gestützt werde.
Stralsunder Urkunden erwähnen tatsächlich eine (heute nicht mehr existente) St.-Peter-und-Paul-Kirche. Dem Petrus geweihte Kirchen waren vielerorts in Pommern anstelle der vormaligen heidnischen Tempel in den slawischen Burgen errichtet worden (so in Stettin 1124). Um 1298 begannen die deutschen Siedler in der Neustadt mit dem Bau der Marienkirche. Bis etwa 1321 existierten offenbar zwei große Kirchen in der Stralsunder Neustadt: Die Marienkirche diente den deutschen Siedlern und St. Peter den wendischen Einwohnern.
Zum Beleg seiner These deutet Heyden das Wort „nichilanda“ in der ersten Urkunde im Sinne von Aufhebung und nicht von Abbruch (dazu wäre nach Heyden das Wort destruere verwendet worden). Er sieht seine Übersetzung durch den „Codex Pomeraniae diplomaticus“ (S. 403, 405, 601 ff.) gestützt. „Exponenda“ übersetzt er als herausstellen im Sinne von aus einer schon bestehenden Ansiedlung eine weitere herausstellen und herausbauen. Ein Neubau wäre nach Heyden mit exstruere oder locale beschrieben worden. Tatsächlich wird in den Stralsunder Urkunden (das erste Stralsunder Urkundenbuch beginnt mit dem Jahr 1270) nie etwas von einem Abbruch einer Stadt oder gar dem Neubau einer solchen erwähnt. Dafür beurkundet Witzlaw II. 1273, dass er für den Fall einer Verbindung des alten Ortes Stralsund mit einem oder dem neuen Ort die orbare erhöhen wolle:
„(...) extra prenominate ville munitionis ambitum villa de novo fundate tamquam priori annexa (...).“
Die zeitliche Nähe legt nach Heyden nahe, dass es sich bei den beschriebenen Vorgängen der Urkunden von 1269 und 1273 um denselben Vorgang handelte, nämlich eine Verbindung von Stralsunds Altstadt mit Schadegard als Neustadt in Form einer Eingemeindung.
Er sieht seine These zudem gestützt von seiner Deutung der zweiten Urkunde, wonach 1271 der Schadegarder Kirchhof („cimiterium in Schadegarde“) verpachtet worden sei. Auf diesem Kirchhof vermutet er die St.-Peter-Kirche. Hagemeister erwähnt (allerdings ohne Quellenangabe), dass sich der Rügenfürst beim Angriff der pommerschen Herzöge Bogislaw II. und Kasimir II. im Jahr 1212 in eine Kirche zurückgezogen hätte, wobei es sich dabei nach Heyden um die Schadegarder Kirche gehandelt hätte. Dass die Pacht an Stralsund zu entrichten war, deutet Heyden somit als Beleg dafür, dass Schadegard lediglich seine Selbständigkeit verloren habe und ein Ortsteil von Stralsund geworden wäre. Grund für den Wunsch der Stralsunder Bürger, Schadegards Selbständigkeit (als vom Landesherren abhängigen Burgort) aufzuheben, wäre der Drang nach Erweiterung des Stadtgebietes in südlicher Richtung gewesen. 
Als „nova civitas“ wäre nach Heyden das Gebiet bezeichnet gewesen, das außerhalb des Gründungszentrums lag und das sich mit der steten Vergrößerung der Stadt aufgrund des Zuzugs von Deutschen von einem slawischen Burgflecken zu einer deutschen Siedlung entwickelte.

### Lage nördlich der Stadt Stralsund
Auf dem Gebiet der heutigen Kniepervorstadt vermuten Historiker wie A. Brandenburg, Otto Fock und Konrad Fritze Schadegard. Sie gehen davon aus, dass es sich bei Schadegard um eine selbständige Stadt in der Nähe Stralsunds gehandelt habe.
Sie deuten  „civitas novas“ als neue Stadt und nicht als Neustadt in Abgrenzung zur Altstadt (civitas antiqua). Auch die Stadt Stralsund wird in einer Urkunde vom 25. Februar 1240, in der der Stadt nochmals das Stadtrecht bestätigt wird, als „civitas nova“ bezeichnet. Hier wird „civitas nova“ wohl im Sinne von einer (kürzlich) neu gegründeten Stadt verwendet.
Ernst Uhsemann sieht Schadegard als Neugründung der Stralsunder Bürger nach dem Überfall der Lübecker und der damit verbundenen fast völligen Zerstörung der gerade gegründeten Stadt Stralsund im Jahr 1249. Dabei bezieht er sich auf Brandenburgs Ausführungen, wonach die „neue Stadt Schadegard (...) von den Stralsundern selbst angelegt (war); sie hatte keine eigenen Bewohner und keine eigene Obrigkeit; die angekündigte Zerstörung war nur die förmliche Anerkennung dafür, daß Stralsund wieder als „Stadt“ hergestellt worden war“.
Auch Konrad Fritze vermutet, dass Schadegard nördlich, am Strelasund, gelegen habe. Er sieht in der Anlage Schadegards eine Befestigungsanlage, die zum besseren Schutz Stralsunds errichtet wurde. Fritze sieht rund um die Anlage die Entwicklung eines suburbiums als möglich an, welches in Konkurrenz zu Stralsund stand und von den Stralsundern deshalb nicht geduldet wurde.